# 四街道市立四和小学校
四街道市立四和小学校（よつかいどうしりつ よつわしょうがっこう）は、千葉県四街道市和良比にある公立小学校である。

## 沿革

### 前史
- 1885年（明治18年） - 名和尋常小学校開校[1]。
- 1902年（明治35年）9月28日 - 暴風雨により、校舎が倒壊。小名木の児童は、山梨の学校（現:旭小学校）に、和良比の児童は畦田の小学校（現:四街道小学校）に通った開校[1]。
- 1912年（明治45年）3月 - 地域住民が資金や資材を出し合い、村有地（現在地）に校舎建設。ただし、当時は、「仮」校舎と呼ばれていた。校名の「四和」は、「『四』街道駅周辺」と「『和』比良の子どもたちのための学校」という事に由来する開校[1]。
- 1913年（大正2年）8月 - 四和小学校記念碑建立開校[1]。
- 1920年（大正9年）1月8日 - 同日付けで、四和仮校舎は、旭尋常小学校四和分教場となる開校[1]。
- 1941年（昭和16年） - 国民学校令により、旭村立四和国民学校と改称開校[1]。
- 1946年（昭和21年）3月 - 旭村立国民学校四和校舎閉鎖。[1]。
- 1946年（昭和21年）4月 - 旧旭村立国民学校四和校舎が、旭村立旭中学校校舎となる。
- 1960年（昭和35年）4月 - 町村合併に伴う四街道町立四街道中学校設立により、旭村立旭中学校校舎閉鎖。
- 1961年（昭和36年）4月17日 - 旧旭村立旭中学校校舎へ千葉県立佐倉東高等学校四街道分校が転入。
- 1966年（昭和41年）4月1日 - 千葉県立四街道高等学校として独立。
- 1974年（昭和49年）4月16日 - 千葉県立四街道高等学校、海上自衛隊下志津通信所跡地に移転。

### 沿革
- 1976年（昭和51年）
  - 4月1日 - 四街道市立中央小学校から分離し、四街道町立四和小学校新設開校。初代校長倉武男就任。和良比・三才・細木地区を学区として旧四街道高校跡地に開校する。
  - 4月5日 - 最初の始業式挙行。この時点の学級数12・児童数402名。
  - 4月9日 - 開校と第1回入学の両式典挙行。
- 1977年（昭和52年）3月3日 - 校歌・校旗・校章制定。
- 1978年（昭和53年）
  - 3月 - 屋内運動場竣工。
  - 4月 - 特殊学級開設（1学級）。
- 1981年（昭和56年）
  - 3月 - 校庭散水装置設置。
  - 4月1日 - 四街道町の市制施行により、四街道市立四和小学校と改称。
  - 8月 - 第2運動場完成。
- 1983年（昭和58年）2月 - 第2運動場体育倉庫竣工。
- 1985年（昭和60年）10月 - 飼育舎改修工事完成。
- 1986年（昭和61年）2月 - 創立10周年記念式典挙行。
- 1989年（平成元年）2月 - 体育倉庫と物置改修工事完成。
- 1990年（平成2年）4月 -  プール竣工。
- 1991年（平成3年）4月 - 和良比小学校を分離し、三才・わらびヶ丘を学区とする。
- 1995年（平成7年）11月 - 創立20周年記念式典挙行。
- 2002年（平成14年）4月 - 校舎大規模改修工事実施。
- 2005年（平成17年）11月 - 創立30周年記念式典挙行。
- 2009年（平成21年）4月 - 自閉症・情緒障害特別支援学級（ステップアップルーム）開設。
- 2011年（平成23年）4月 - 体育館耐震工事実施。
- 2020年（令和2年）12月 - GIGAスクール構想により、1人1台のタブレット端末配備。
- 2022年（令和4年）11月 - 校舎北側トイレ改修工事実施。
- 2024年（令和6年）4月 - 日本語指導教室開設。

## 教育目標
- 夢や希望を持ち、心豊かでたくましい児童の育成 〜かしこく・やさしく・たくましく〜
  1. かしこく 自ら進んで学習する子
  2. やさしく 思いやりのこころを持って協力し合う子
  3. たくましく 健康安全に気をつけ元気に運動する子

## 通学区域と進学先中学校

### 通学区域
- 四街道2丁目（一部）
- 和良比（一部）
- めいわ1丁目（全域）
- めいわ2丁目（全域）
- めいわ5丁目（全域）

### 進学先中学校
- 四街道市立四街道中学校

## 交通アクセス
- JR東日本総武本線四街道駅（南口）から、
  - 徒歩で、約560m・約8分。
  - 下述の千葉内陸バスに乗車し、「三才」停留所下車後、徒歩。
- 京成バス千葉イースト「Y83」系統「総合公園線」で、「三才」停留所より、
  - 四街道駅南口行のりばから、バス約315m・約5分。
  - みそら団地行のりばから、徒歩約340m・約5分。
    - ただし、「三才」停留所に停車する便は、土休日の日中1往復のみの運行である。

## 周辺
- 四街道市三才区自治会館 - 校地北東側に敷地が隣接。
- 四街道市立和良比三才公園
- 和良比堀込城跡